# Els Alamús
Els Alamús är en kommun i Spanien.   Den ligger i provinsen Província de Lleida och regionen Katalonien, i den östra delen av landet, 400 km öster om huvudstaden Madrid. Antalet invånare är 751. Arean är 20,5 kvadratkilometer. Els Alamús gränsar till Lleida, Bell-lloc d'Urgell och Torregrossa. 
Terrängen i Els Alamús är platt.